# Gagny
Gagny je vzhodno predmestje Pariza in občina v  departmaju Seine-Saint-Denis osrednje francoske regije Île-de-France. Leta 1999 je imelo naselje 36.715 prebivalcev.

## Geografija
Gagny leži v vzhodnem delu departmaja 15 km vzhodno od središča Pariza. Občina meji na jugovzhodu na Gournay-sur-Marne, na jugu na Neuilly-sur-Marne, na zahodu na Villemomble, na severozahodu na Le Raincy, na severu na Clichy-sous-Bois, na severovzhodu na Montfermeil, na vzhodu pa na občino v departmaju Seine-et-Marne Chelles.

## Administracija
Gagny je sedež istoimenskega kantona, vključenega v okrožje Le Raincy.

## Zgodovina
20. maja 1869 se je manjši del ozemlja občine Gagny izločil in združil z deli ozemelj Clichy-sous-Bois in Livry-Gargan v novonastalo občino Le Raincy.

## Zanimivosti
- mestna hiša Hôtel de Ville iz 18. stoletja,
- château de Montguichet,
- château de Maison-Blanche,
- cerkev Saint-Germain

## Pobratena mesta
- Charlottenburg-Wilmersdorf (Nemčija),
- Gladsaxe (Danska),
- Minden (Nemčija),
- Sutton (Anglija, Združeno kraljestvo),
- Tavarnelle Val di Pesa (Italija).